# Carollia manu
Carollia manu is een vleermuis uit het geslacht Carollia die voorkomt in de nevelwouden van Zuidoost-Peru en Noordwest-Bolivia. Hij komt voor op een hoogte van 1300 tot 2250 m. Op sommige plaatsen komt hij samen voor met C. brevicauda, C. perspicillata of met beide soorten.
De typelocatie is Morro Leguía (2250 m) aan de weg tussen Paucartambo en Pillcopata in de provincie Paucartambo in het departement Cuzco, bij de Río Cosñipata in het Nationaal Park Manu in Peru.
C. manu is een grote soort met lange en zachte vacht, een lange duim, een korte tibia. De tibia, de arm en het femur zijn behaard. De staart is kort.